# WorldScript
WorldScript, herausgebracht von Apple in den frühen 1990er Jahren, war die erste Möglichkeit, die Zeichen nichtlateinischer Silbenschriften wie Chinesisch oder Bengalische auf einem preiswerten Rechners darzustellen. WorldScript bildete eine Ebene zwischen Betriebssystem und Anwendung (Texteditor usw.). Für Apple-Nutzer stellt sich WorldScript als Vorläufer von Unicode dar.
Ab System 7.1 führte Apple die Implementierungen nichtlateinischer Schriftsysteme in einer Programmierschnittstelle namens WorldScript zusammen. WorldScript I bot Ein-Byte- und WorldScript II Zwei-Byte-Zeichensätze. Die Unterstützung für neue Schriftsysteme wurde durch Installation neuer Apple Language Kits erreicht. Einige solcher Kits wurden mit dem Betriebssystem mitgeliefert, andere mussten separat bei Apple oder anderen Herstellern erworben werden.
Die Unterstützung internationaler Schriftsysteme gab Textverarbeitungen wie Nisus Writer eine Chance sowie Programmen, die die WASTE-Texteinheit (WorldScript-Aware Styled Text Engine) benutzten, da das marktbeherrschende Microsoft Word keine WorldScript-Unterstützung bot.
In Mac OS 8.5 wurde das System um volle Unicode-Unterstützung erweitert (durch eine Programmierschnittstelle namens Apple Type Services for Unicode Imaging (ATSUI)). Trotzdem blieb WorldScript die vorherrschende Technik für internationale Schriftsysteme bis zur Einführung von Mac OS X, da nicht viele Programme ATSUI unterstützten.